# Tommy Remengesau
Ne pas confondre avec son père, Thomas Remengesau
Thomas Esang Remengesau, plus connu sous les noms de Thomas Remengesau, Jr ou Tommy Remengesau, né le 28 février 1956 à Koror aux Palaos, est un homme d'État paluan, président de la république des Palaos à deux reprises (2001-2009) et du 17 janvier 2013 au 21 janvier 2021.

## Biographie
C'est le plus jeune sénateur jamais élu au Congrès national des Palaos en 1984 à seulement 28 ans. C'est également le plus jeune Paluan jamais élu vice-président en 1992. Il est réélu en 1996.
C'est l'aîné des huit enfants de Thomas Remengesau (1929-2019) et de Ferista Esang. Son père, après avoir administré le district des Palaos pendant 12 ans, devint ministre de la Justice et plus tard vice-président et président de la République.